# Harold Knox-Shaw

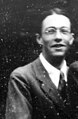
Harold Knox-Shaw 1913

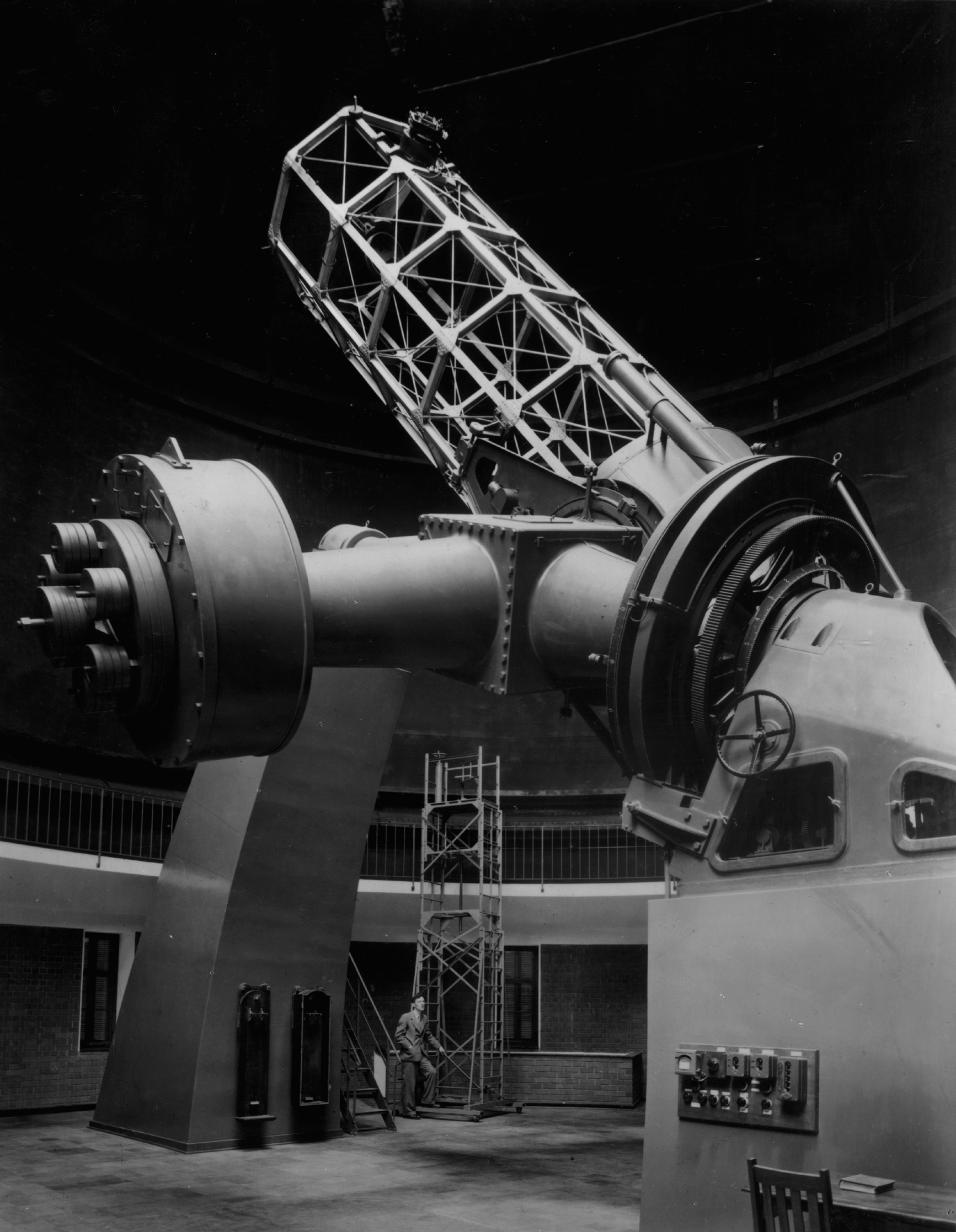
Der 74-Zoll-Reflektor in Pretoria

Harold Knox-Shaw (* 12. Oktober 1885 in St Leonards-on-Sea (Sussex); † 11. April 1970 in Kapstadt) war ein britischer Astronom.

## Leben
Harold Knox-Shaw kam am 12. Oktober 1885 in dem kleinen Badeort  St Leonards-on-Sea zur Welt. Nach der Schule besuchte er das Wellington College in Berkshire und studierte anschließend am Trinity College in Cambridge, wo er 1907 in Mathematik abschloss.
Ein Jahr später verließ Knox-Shaw Cambridge, um am Helwan-Observatorium in Ägypten als astronomischer Assistent von B. F. E. Keeling (1880–1919) zu arbeiten.  Hier entstand seine erste wissenschaftliche Veröffentlichung, eine Arbeit über Neigungen von Spiralnebeln.
Er folgte Keeling von 1913 bis 1924 als Leiter des Observatoriums und wurde Direktor des meteorologischen Dienstes für Ägypten und Sudan.
1924 ging Knox-Shaw nach England, um die Nachfolge von Arthur Rambaut (1859–1923) am Radcliffe Observatory anzutreten.
Dort setzte er Rambauts Arbeit über die Messung von Eigenbewegungen von Sternen fort, die zum 1934 erschienenen Radcliffe Catalogue of Proper Motions in the Selected Areas 1 to 115 führte.  Ferner organisierte er die Veröffentlichung der von Thomas Hornsby am Observatorium hinterlassenen Beobachtungen.
Wegen der sich verschlechternden Beobachtungsbedingungen in Oxford betrieb Knox-Shaw einen Umzug des Radcliffe-Observatoriums nach Südafrika. Nach Überwindung einiger Widerstände gegen dieses Vorhaben und nach durch den Zweiten Weltkrieg und durch technische Probleme bedingten Verzögerungen gelangte der gewünschte Spiegel schließlich 1948 nach Pretoria. So blieb ihm nur wenig Zeit, mit diesem neuen 74-Zoll-Teleskop zu arbeiten, denn 1950 trat er in den Ruhestand, den er  in Elgin am Westkap verbrachte. Sein Nachfolger am Radcliffe-Observatorium in Pretoria wurde David Stanley Evans.
Harold Knox-Shaw war mit Maisie, geborene Weir of Pretoria, verheiratet, aus der Ehe ging 1944 ihr Sohn Peter hervor. Am 8. April 1970 erlitt er einen Schlaganfall, dem er drei Tage später erlag.

## Ehrungen
- 1926 erhielt Knox-Shaw für seine Verdienste während des Ersten Weltkrieges und für seine wissenschaftliche Arbeit den Nil-Orden vierter bzw. dritter Klasse.[4]
- Von 1931 bis 1932 war er Präsident der Royal Astronomical Society.[4]
- Von 1941 bis 1942 war er Präsident der Astronomical Society of Southern Africa (ASSA).[4]
- 1956 erhielt er als Erster die von der ASSA verliehene Gill-Medaille.
- Im Jahre 1973 benannte die International Astronomical Union den Mondkrater Knox-Shaw offiziell nach Harold Knox-Shaw.[8]